# La Galochère

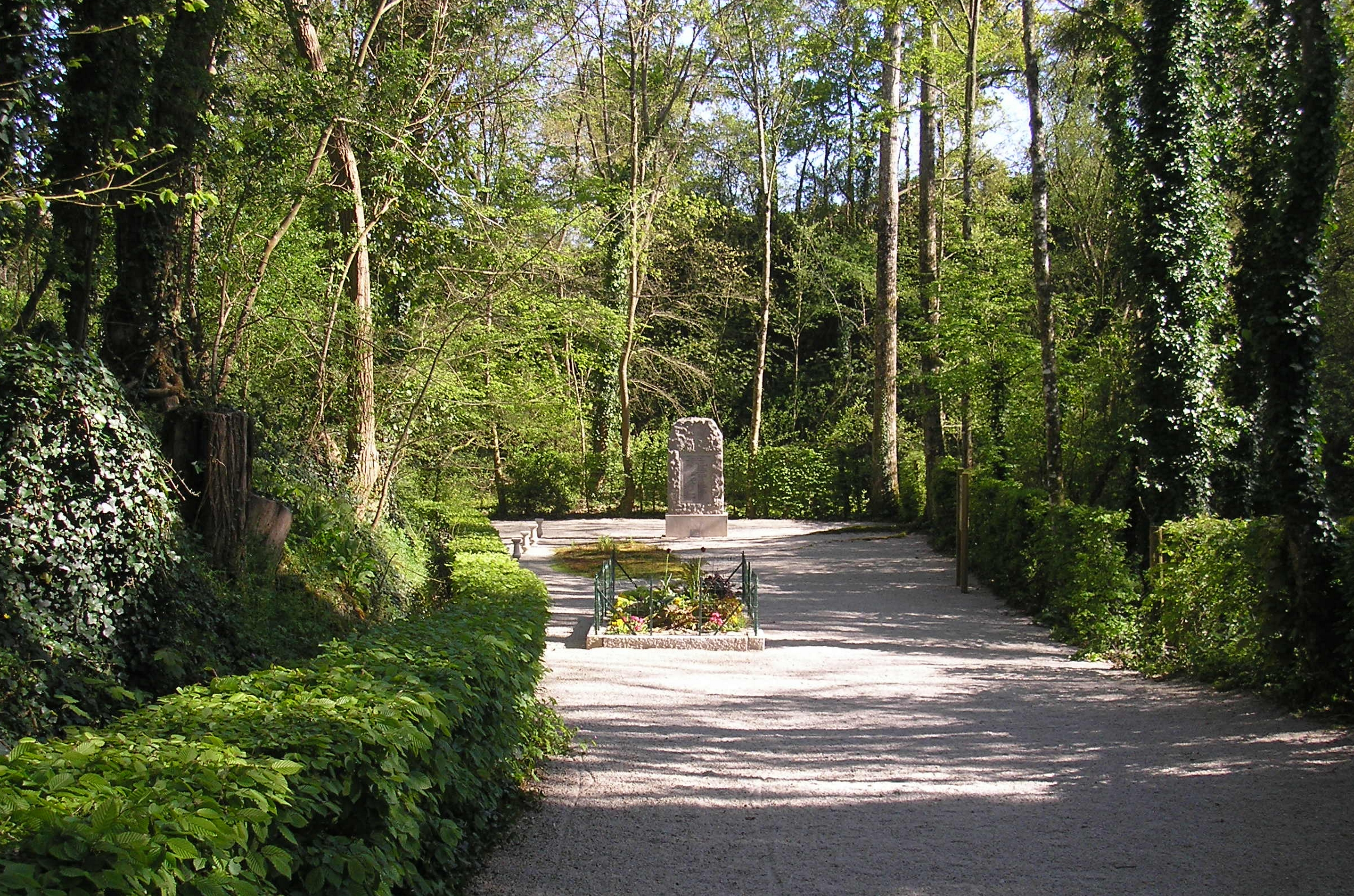
La stèle vue de l'accès à l'ancienne carrière.

La Galochère également appelé le « Monument des fusillés », est un monument en mémoire de résistants français de la Seconde Guerre mondiale, se trouvant à Condé-sur-Sarthe dans la périphérie immédiate d'Alençon.

## Histoire
Le 22 juin 1944, quatre jeunes hommes ont été exécutés par les nazis dans cette carrière isolée, près de Condé-sur-Sarthe. Ces quatre résistants, Fernand Badier, Gilbert François, René Brossard et Marceau Jautée, faisaient partie du maquis de Trun. Ils avaient respectivement 20, 19, 34 et 22 ans.
Quelques jours plus tard, le 30 juin, ce sont quinze résistants des maquis de Courcerault et de Mortagne-au-Perche qui sont fusillés au même endroit : Bernard Closet, Jean Deschamps, Louis Ducluzeau, Pierre Keraen, Roger Lepoutre, Robert Leygnat, Bernard Monnier, Paul Moreau, Pierre Mulot, Georges Noé, Jean Richard, Rémy Sevestre, Raymond Balonnier, Gino Rossi et Jean Tirard. Ils avaient entre 18 et 41 ans. 
Les corps de ces dix-neuf martyrs ont été exhumés le mercredi 30 août 1944 en présence de leurs familles et camarades. 
Une stèle commémorative en granite de Condé-sur-Sarthe a été édifiée peu après et inaugurée le 26 août 1945. Elle se trouve au milieu de cette ancienne carrière, rappelant les noms de chacun des fusillés. Chaque poteau d’exécution est rappelé par cinq balustres sculptées dans le granite. La fosse où se trouvaient les corps est entourée de bordures et est régulièrement fleurie.

## Note
1. ↑  Ces cinq balustres sont un don de M. Fould.